# انتخاب طبیعی
انتخاب طبیعی، گزینش طبیعی یا بهگُزینی طبیعی فرایندی است که در نسل‌های پیاپی، سبب شیوع آن دسته از صفات ارثی می‌شود که احتمال زنده ماندن و موفقیت زادوولد یک جاندار را در یک جمعیت افزایش می‌دهند. به بیانی دیگر انتخاب طبیعی فرایندی است که طی آن افراد سازگار با محیط شانس بیشتری برای بقا و تولیدمثل دارند و می‌توانند ژن خود را به نسل بعدی منتقل کنند. در مقابل، افراد ناسازگار با محیط از گونه حذف می‌شوند و نمی‌توانند ژن خود را منتقل کنند. طی این فرایند ژن‌های سازگار با محیط در گونه باقی می‌ماند.

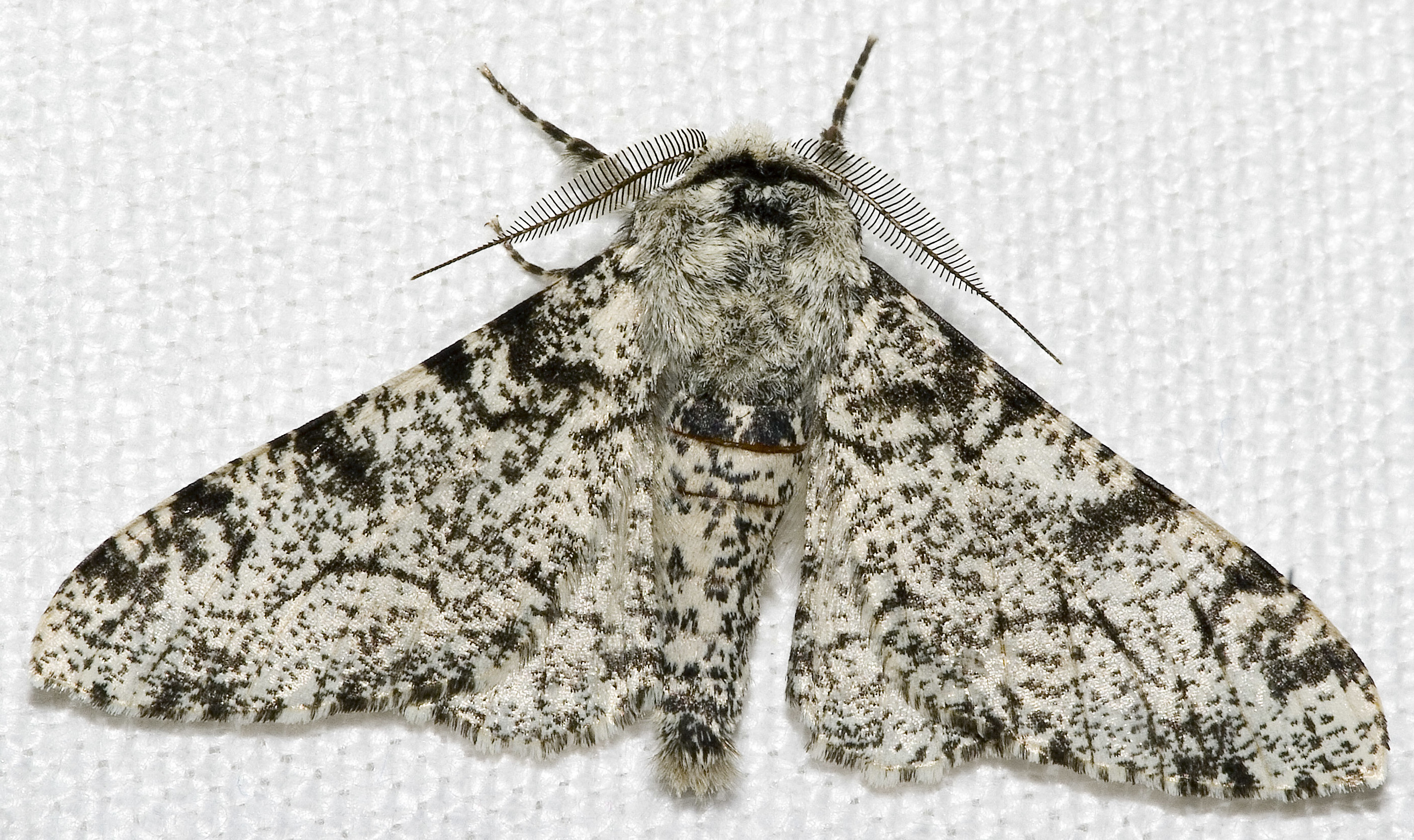
بید بال فلفلی روشن (Biston betularia typica)

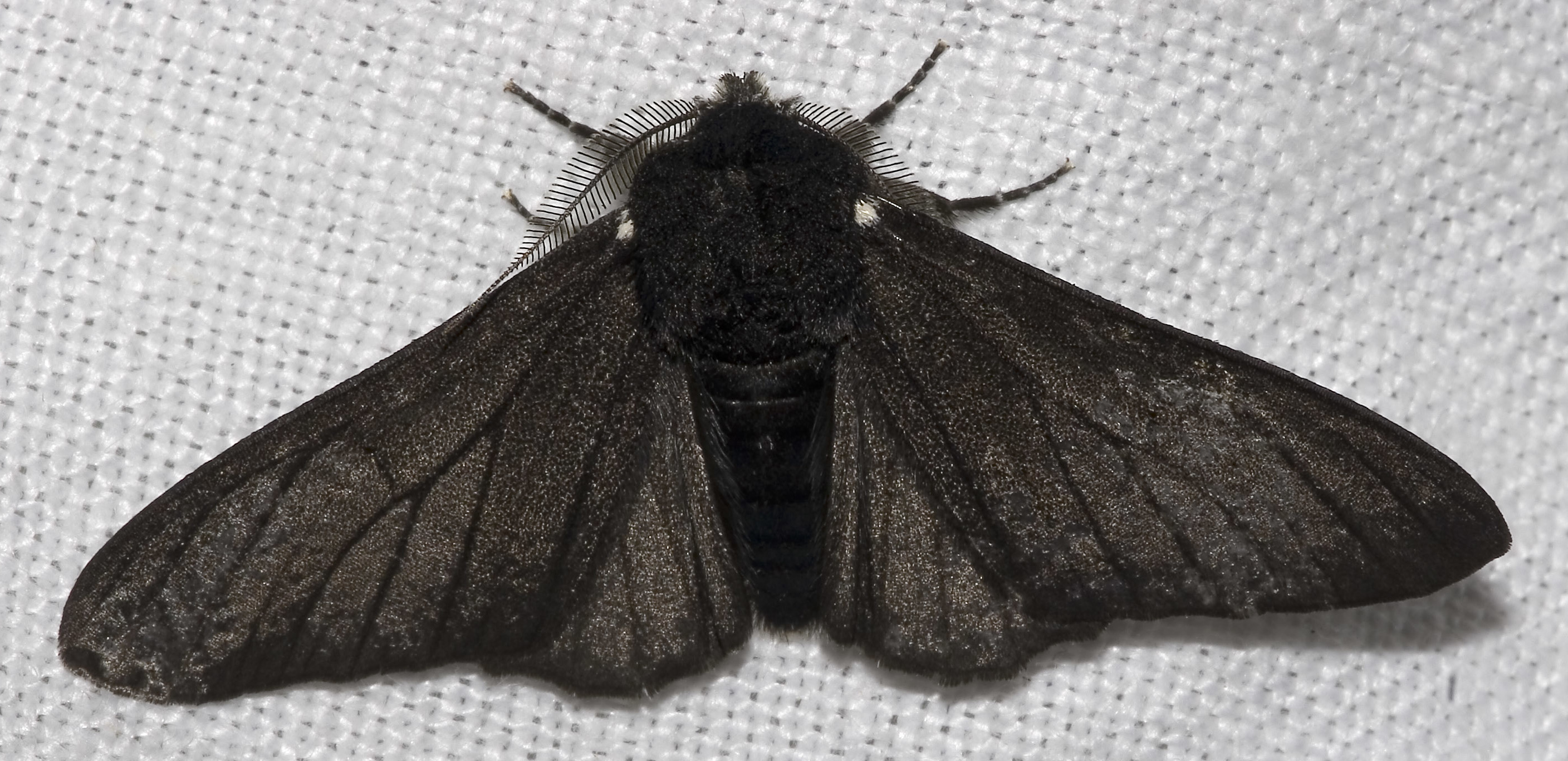
بید بال فلفلی تیره (Biston betularia carbonaria)

این فرایند، از سازوکارهای کلیدی فرگشت (تکامل) به‌شمار می‌رود. درون یک جمعیت از جانداران، تنوع ژنتیکی سبب می‌شود که در زیستگاه کنونی آن جمعیت، برخی از افراد گروه برای بقا و زادوولد احتمال موفقیت بیشتری نسبت به دیگران داشته باشند. به عنوان نمونه می‌توان شب‌پره فلفلی (Biston betularia) را نام برد که در بریتانیا یافت می‌شود و هر دو رنگ روشن و تیره آن را می‌توان در طبیعت دید. در طول انقلاب صنعتی، که بسیاری از درختانی که بیدها بر روی آن‌ها استراحت می‌کردند توسط دوده سیاه شدند. بیدهای تیره‌رنگ به دلیل پنهان بودن از دید شکارچیان امتیاز بیشتری برای زنده ماندن و تولیدمثل پیدا کردند و تنها با گذشت چند نسل، گروه تیره‌رنگ اکثر بیدها را تشکیل دادند.

عواملی که روی زادوولد موفق مؤثرند نیز از اهمیت بالایی برخوردارند. این امر را داروین در ایده‌های خود به عنوان انتخاب جنسی مطرح کرد.

اگرچه انتخاب طبیعی بر روی صفات ظاهری (فنوتیپ) یک جاندار عمل می‌کند اما در حقیقت، ژن که بخش توارث‌پذیر و پایه تمامی این‌گونه صفات ظاهری (فنوتیپ) جاندار است، با افزایش شیوع خود در جمعیت، سبب افزایش شیوع این‌گونه صفات مثبت انتخاب‌شده می‌شود. با گذشت زمان، این فرایند می‌تواند سبب انطباق جاندار با یک زیستگاه ویژه‌شده و ممکن است که سرانجام به پدیدار شدن گونه‌های جدید بینجامد. اگرچه انتخاب طبیعی تنها فرایندی نیست که سبب فرگشت در درون یک جمعیت از جانداران می‌شود، باید آن را یکی از مهم‌ترین فرایندهای اثرگذار دانست.
بهگزینی طبیعی یکی از بنیان‌های اساسی زیست‌شناسی امروزی است. این واژه توسط چارلز داروین در کتاب معروفش «اصل انواع» یا «خاستگاه گونه‌ها» در سال ۱۸۵۹ معرفی شد. داروین در آن کتاب از راه قیاس انتخاب مصنوعی با انتخاب طبیعی، به تشریح این پدیده می‌پردازد. انتخاب مصنوعی، فرایندی است که در آن گیاهان و جانوران بر اساس صفات مطلوب خود از نظر انسان، توسط پرورش‌دهندگان برای زادوولد برگزیده می‌شوند (اصلاح گیاهان، اصلاح دام و اصلاح میکروبی). بهگزینی طبیعی هنگامی مطرح شد که هنوز هیچ نظریهٔ معتبری برای توضیح وراثت وجود نداشت. اگرچه گریگور مندل پدر علم ژنتیک، هم عصر با داروین بود ولی تا آغاز سدهٔ بیستم، علم و نامش همچنان ناشناخته باقی ماند و در زمان داروین، هیچ مطلبی دربارهٔ علم ژنتیک نوین منتشر نشد. امروزه به پیوند فرگشت داروینی و یافته‌های مربوط به ژنتیک کلاسیک و ژنتیک مولکولی، سنتز نوین فرگشت گفته می‌شود. انتخاب طبیعی کماکان و تا به امروز تشریح‌کننده اصلی فرگشت تطبیقی به‌شمار می‌رود.

## اصول پایه
اعضای یک جمعیت از جانداران به‌طور طبیعی متفاوتند. بسیاری از این تفاوت‌ها اثر مستقیم روی توان جاندار برای ادامه حیات ندارند، حال آنکه برخی از تفاوت‌ها می‌توانند تأثیری مثبت روی توان جاندار برای بقا داشته باشند. خرگوشی که سریع‌تر می‌دود، احتمال موفقیت بیشتری برای گریز از چنگال شکارچیان دارد. جلبکی که بهتر می‌تواند از انرژی نور خورشید بهره برد، سریع‌تر رشد می‌کند. افرادی که شانس بهتری برای ادامه زندگی دارند، بخت بهتری برای زادوولد خواهند داشت. اگر چنین صفاتی که سبب افزایش توان این افراد در زادوولد می‌شوند، ارثی و قابل انتقال از والد به فرزند باشند، در این صورت نسبت جمعیتی خرگوش‌های سریع یا جلبک‌های کارآمد در نسل بعدی اندکی افزایش می‌یابد. حتی اگر این مزیت تولیدمثل بسیار اندک باشد، در طی نسل‌های متمادی به دلیل رشد تصاعدی، اکثر افراد یک جمعیت خصوصیات ارثی مفید را نشان خواهند داد. از این راه، زیستگاه و محیط طبیعی زندگی یک جاندار، صفتی را که برای زادوولد سودمند است «انتخاب» می‌کند و به آرامی سبب تغییر و فرگشت حیات می‌گردد. داروین برای نخستین بار این پدیده را نام‌گذاری کرد و توضیح داد.

### تعریف فلسفی
اگر x در محیط E از تناسب بیشتری نسبت به Y برخوردار باشد، بنابراین احتمال آن وجود دارد که x در محیطٍ E نوادگان بیشتری نسبت به Y داشته باشد. در اینجا x و Y می‌توانند ژن‌های منفرد، ژنوتیپ، جانداران، گروه‌ها، گونه‌ها، یا احتمالاً هر موجود زیست‌شناختی دیگری باشد.

#### برازش
در بحث انتخاب طبیعی، مفهوم برازش از اهمیت ویژه‌ای برخوردار است. همان‌گونه که در عبارت معروف «بقای اصلح» یاد شده است، افرادی که آمادگی و برازش بیشتری دارند، توان بالقوه بالاتری برای ادامه حیات خواهند داشت. با این حال، همانند تعریف انتخاب طبیعی، برازش می‌تواند تفاوت برداشت وسیعی ایجاد کند، به‌طوری‌که ریچارد داوکینز در کتاب‌های اخیر خود از به‌کار بردن این واژه به‌کلی پرهیز کرده است. (او در کتاب فنوتیپ گسترش‌یافته، فصلی را به بحث پیرامون مواردی که این واژه برای تشریح آن موارد به کاررفته است اختصاص داد). در نظریه نوین فرگشت، برازش بر اساس طول حیات جاندار تعریف نمی‌شود، بلکه با توفیق آن جاندار در تولیدمثل سنجیده می‌شود. اگر جانداری به مدت نیمی از عمر دیگر اعضای گونه خود زندگی کند ولی در همان زمان دو برابر دیگران فرزندانی که توان رسیدن به بزرگسالی را داشته باشند تولید کند، ژن‌های وی در جمعیت بالغ نسل بعدی شایع‌تر خواهند شد. اگرچه انتخاب طبیعی روی افراد اثر می‌کند، نقش شانس سبب می‌شود که برازش تأثیری به صورت میانگین روی افراد جمعیت داشته باشد. برازش یک ژنوتیپ، مربوط به میانگین اثری است که آن ژنوتیپ روی کلیه افرادی که آن ژنوتیپ را دارند می‌گذارد. ژنوتیپی که برازش بسیار پایینی دارد، سبب می‌شود که افرادی که دارای آن صفت هستند، تعداد فرزندان کمتری داشته باشند یا به‌طور کلی بدون فرزند باشند. مثال آن اختلال‌های ژنتیکی در انسان همچون فیبروز سیستیک است.
از آن روی که برازش یک صفت، اثری میانگین است، ممکن است که یک جهش (موتاسیون) سودمند در یک فرد، در صورتی که آن جاندار به هر دلیل دیگری به بزرگسالی نرسد، از بین برود. برازش همچنین بستگی شدیدی به محیط زندگی دارد. کم‌خونی داسی‌شکل ممکن است در جمعیت انسانی در حالت عادی یک ناسازواری به‌شمار رود ولی چون صفت داسی‌شکل، تا حدی شخص را در برابر ابتلا به مالاریا مصون می‌کند، در جمعیت‌های انسانی با آلودگی بالای مالاریا، این صفت یک برازش به‌شمار می‌رود.

### انتخاب جنسی

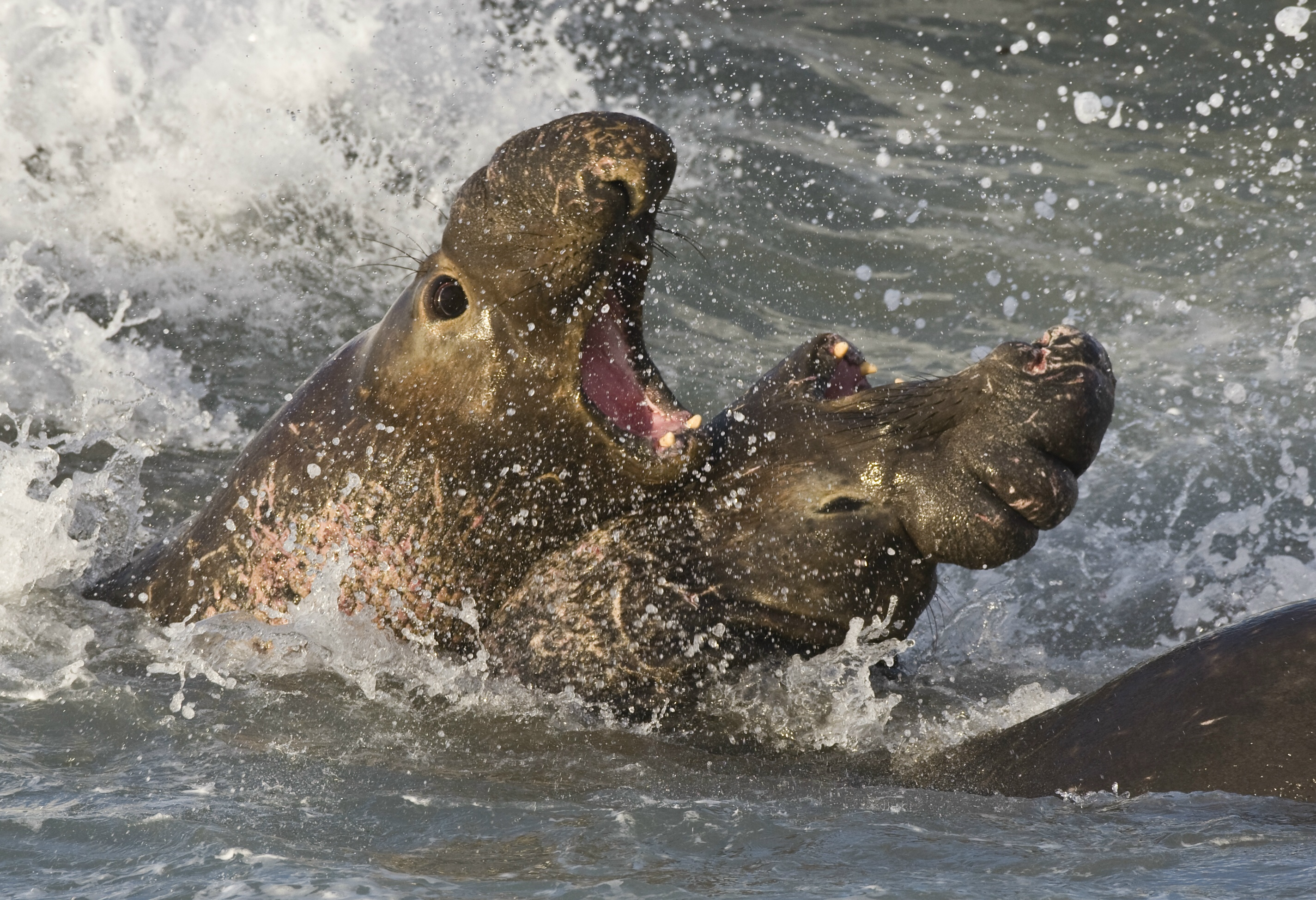
فیل‌های دریایی نر هر ساله برای جفت با یکدیگر می‌جنگند. فیل دریایی نر مغلوب بخت خود برای جفت‌گیری را به کلی از دست می‌دهد، حال آنکه فیل دریایی پیروز صاحب حرمسرایی با سی تا صد فیل دریایی ماده می‌شود

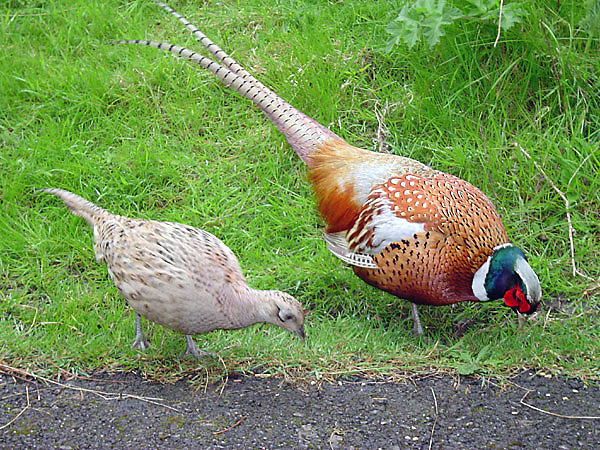
دودیسی جنسی. بین قرقاول نر (سمت راست) و ماده (سمت چپ) تفاوت چشمگیری در رنگ و اندازه وجود دارد

افتراق انتخاب زیست‌محیطی (بوم‌شناحتی) و انتخاب جنسی بسیار مهم و سودمند است. انتخاب زیست‌محیطی شامل کلیه سازوکارهای انتخابی است که در اثر محیط زیست القا می‌گردند. رقابت (مانند رقابت درختان برای نور)، انتخاب گروهی (رفتاری که یک جاندار حتی به قیمت جان خود انجام می‌دهد که سبب بقای قومش می‌شود. مثال آن را در کلونی‌های حشراتی مانند زنبور عسل و مورچه می‌توان دید. مورچه‌های کارگر خود نازا هستند ولی به ملکه در تولیدمثل یاری می‌رسانند) و نوزادکشی(قتل‌عام بچه‌ها توسط یک عضو بالغ همان گونه را نوزادکشی گویند. نمونه آن کشتار فرزندان رئیس پیشین گروه توسط شیر نر غالبی است که به تازگی رهبری گروه را به‌دست گرفته است). اینها نمونه‌هایی از انتخاب زیست‌محیطی هستند.
واژه انتخاب جنسی تنها دربارهٔ رقابت برای انتخاب جفت به کار می‌رود. انتخاب جنسی ممکن است درون یک جنس (درون‌جنسیتی) باشد. در این حالت، انتخاب جنسی خود را به صورت رقابت اعضای همجنس یک جمعیت برای جفت‌یابی نشان خواهد داد. حالت دیگر انتخاب جنسی بین دو جنس مخالف (میان‌جنسیتی) است که در آن یک جنس (اکثراً ماده) با انتخاب جفت خود باعث کنترل دسترسی جنس مخالف به تولیدمثل می‌شود. برخی از صفاتی که تنها در یک جنس از یک گونه (جنس نر یا ماده) به چشم می‌خورند، حاصل انتخابی است که جنس مخالف در گزینش جفت انجام می‌دهد. از آن جمله می‌توان آرایش چشمگیر و پر‌های پرنقش‌ونگار برخی از پرندگان نر مانند قرقاول و طاووس را نام برد. از سوی دیگر، خشونت بین اعضای همجنس یک گونه مانند گوزن‌های نر برای جفت‌یابی، سبب ایجاد خصیصه‌های بسیار ویژه‌ای مانند شاخ که در جنگ با دیگر اعضا به کار می‌رود شده است. انتخاب جنسی درون یک جنس، غالباً با دودیسی جنسی (تفاوت شکل و/ یا اندازه جاندار نر و ماده در یک گونه) همراه است.

## نمونه‌هایی از انتخاب طبیعی
مقاومت میکروجانداران در برابر آنتی‌بیوتیک‌ها، یک نمونه شناخته‌شده از انتخاب طبیعی است. از زمان کشف پنی‌سیلین توسط الکساندر فلمینگ در سال ۱۹۲۸، آنتی‌بیوتیک‌ها به‌طور گسترده‌ای برای مقابله با بیماری‌های باکتریایی به‌کار رفته‌اند. به‌طور طبیعی، دریک جمعیت از باکتری‌ها، تعداد بی‌شماری باکتری وجود دارد. علاوه بر آن گوناگونی مواد ژنتیکی در باکتری‌ها (بیشتر در اثر جهش یا موتاسیون) بسیار چشمگیر است. بسیاری از باکتری‌ها هنگامی که در معرض آنتی‌بیوتیک‌ها قرار می‌گیرند، به‌سرعت کشته می‌شوند. با این حال برخی از آن‌ها در اثر جهش (موتاسیون) اندکی نسبت به آنتی‌بیوتیک‌ها مقاوم‌ترند و اگر تنها به مدت کوتاهی در معرض آنتی‌بیوتیک قرار گیرند، زنده خواهند ماند. این حذف انتخابی باکتری‌های غیرمقاوم از جمعیت، همانند انتخاب طبیعی است. باکتری‌های برجای‌مانده تکثیر خواهند یافت و نسل بعدی را به وجود خواهند آورد. به دلیل حذف باکتری‌های ناسازگار و نامقاوم در نسل پیشین، جمعیت کنونی دارای تعداد بیشتری از باکتری‌های مقاوم به آنتی‌بیوتیک خواهد بود. به‌طور هم‌زمان، جهش‌های جدید در جمعیت رخ خواهد داد و گوناگونی ژنتیکی بین افراد گروه را بیشتر خواهند کرد. جهش‌های خودبه‌خودی بسیار نادرند و جهش‌های خودبه‌خودی سودمند حتی از آن هم نادرتر هستند. با این وجود، به دلیل تعداد بسیار بالای باکتری‌های یک جمعیت، تعداد کمی جهش سودمند ممکن است رخ دهد. اگر این جهش‌های تازه، مقاومت باکتری را نسبت به آنتی‌بیوتیک بالا ببرند، این باکتری‌ها در صورتی که در معرض دوباره آنتی‌بیوتیک قرار گیرند، بخت زنده ماندن بالاتری خواهند داشت. هنگامی که این روند به مدت طولانی رخ دهد و باکتری‌ها به‌طور پیاپی در معرض آنتی‌بیوتیک قرار گیرند جمعیتی از باکتری‌های مقاوم به آنتی‌بیوتیک به وجود خواهد آمد. این جمعیت، کاملاً با روند فرگشتی خود سازگاری خواهد داشت. باید توجه داشت که روند یادشده سازگاری باکتری‌ها را در محیط بدون آنتی‌بیوتیک بالا نخواهد برد.
استفاده گسترده از آنتی‌بیوتیک‌ها سبب افزایش مقاومت دارویی میکروب‌ها نسبت به آنتی‌بیوتیک‌ها شده است. این نمونه مثالی از مسابقه تسلیحاتی فرگشتی است. در این مسابقه، باکتری مقاومت خود را نسبت به آنتی‌بیوتیک‌ها افزایش می‌دهد و از سوی دیگر، دانشمندان علوم پزشکی سعی در یافتن آنتی‌بیوتیک‌های تازه‌تری دارند که توانایی کشتن این میکروب‌ها را داشته باشند. وضعیت مشابهی را می‌توان در مقاومت ایجادشده در گیاهان و حشرات نسبت به علف‌کش‌ها و حشره‌کش‌ها دید. نباید فراموش کرد که این مسابقه‌های تسلیحاتی الزاماً به وسیلهٔ انسان القا نمی‌شوند.

## فرگشت از راه انتخاب طبیعی
برای اینکه انتخاب طبیعی بتواند سبب فرگشت، صفت‌های تازه و گونه‌های جدید گردد، گوناگونی ژنتیکی توارث‌پذیر که سبب تنوع سازگاری افراد شود ضروری است. گوناگونی ژنتیکی نتیجه جهش، بازترکیبی (شکستن یک اسید نوکلئیک و اتصال دوبارهٔ آن به یک مولکول اسید نوکلئیک دیگر مانند آنچه در تقسیم میوز رخ می‌دهد) و تغییرهای کاریوتیپی (تغییر در تعداد، شکل، اندازه و آرایش درونی کرومووزم‌ها) است. هر یک از این تغییرها می‌تواند سبب یک اثر بسیار پرسود یا بسیار پرزیان شود ولی بروز یک اثر چشمگیر رخدادی بسیار نادر است. در گذشته غالب تغییرهای ایجادشده در ماده ژنتیکی را خنثی یا نزدیک به خنثی در نظر می‌گرفتند و علت آن را بروز غالب این تغییرها در بخش غیرکلیدی دی‌ان‌ای (بخش بدون رمز دی‌ان‌ای) که منجر به جانشینی همنام می‌شود می‌دانستند. با این حال در پژوهش‌های اخیر احتمال اثر زیان‌بار بسیاری از جهش‌هایی که در بخش غیرکلیدی دی‌ان‌ای رخ می‌دهند، پیشنهاد شده است. بر اساس تعریف برازش، افرادی که سازگارترند احتمال تولیدمثل بالاتری دارند و در مقابل افراد ناسازگار در معرض مرگ زودرس یا شکست در زادوولد قرار دارند. در نتیجه، آلل‌هایی که به‌طور میانگین سبب برازش بالاتری می‌شوند، در نسل بعدی فراوانی بیشتری خواهند داشت. از سوی دیگر، آلل‌هایی که سبب کاهش برازش هستند، در نسل‌های بعدی نادرتر خواهند شد. اگر فشارهای انتخابی، تغییر قابل توجهی در طی نسل‌های پیاپی ایجاد نکنند، آلل‌های سودمند به آرامی فراوان‌تر خواهند شد و سرانجام غالب خواهند شد. در این شرایط، آلل‌های ناسازوار به تدریج ناپدید خواهند شد. در هر نسل جهش‌ها و بازترکیبی‌های خودبه‌خود که سبب ایجاد طیف تازه‌ای از فنوتیپ‌ها خواهند بود، رخ می‌دهد. این روند سبب فراوان شدن آلل‌های سودمند در طول نسل‌های متمادی خواهد شد. صفات ایجادشده تغییرناپذیر نخواهند بود. صفاتی که در یک محیط سازوار و سودمند به‌شمار می‌روند، ممکن است در اثر تغییر شرایط محیط دیگر چنان سودمند نباشند. در شرایط جدید، چنین صفتی دیگر مورد گزینش انتخاب طبیعی نخواهد بود و به آرامی دچار تغییر و نابودی خواهد شد یا به صورت نماد وستیجیال یک صفت خود را نشان خواهند داد. در بسیاری از موارد، ساختمان وستیجیال کارکرد خود را به‌طور بسیار محدود حفظ می‌کند یا اینکه کارکرد تازه‌ای درطی پدیده‌ای به نام پیش‌سازگاری پیدا خواهد کرد (پیش‌سازگاری پدیده‌ای است که در آن یک جاندار از ساختمان کالبدشناختی پیشین که از نیاکانش دریافت کرده است، به منظوری تازه بهره‌گیری می‌کند. نمونه آن، استفاده دایناسورها از پر برای پرواز است که در ابتدا به عنوان عایق حرارتی در آن‌ها ایجاد شده بود. همین حالت را در تغییر شکل غدد عرق به غدد شیری در پستانداران می‌توان دید). نمونه مشهور، ساختمان وستیجیال وجود چشم در موش کور است که احتمالاً برای درک تغییرهای طول روز در طی فصول سال به کار می‌رود.

### به‌وجود آمدن گونه‌های جدید (گونه‌زایی)[یادداشت ۱۲]
به‌وجود آمدن گونه‌های تازه نیازمند جفت‌گیری به صورت انتخابی است، زیرا این روند سبب کاهش جریان ژن می‌شود (جریان ژن همان انتقال آلل‌های ژن از یک جمعیت به جمعیتی دیگر است که به آن مهاجرت ژن نیز می‌گویند). جفت‌گیری انتخابی به عنوان مثال، می‌تواند در اثر تغییر محیط فیزیکی (مثلاً در اثر جدایی فیزیکی یک گروه به‌دنبال ایجاد یک سد خارجی) یا در اثر انتخاب جنسی رخ دهد. باگذشت زمان، زیرگروه‌های ایجادشده ممکن است چنان متفاوت شوند که گونه‌های تازه‌ای را تشکیل دهند. این تفاوت‌ها می‌تواند در اثر اختلاف فشارهای انتخابی روی زیرگروه‌های مختلف، بروز جهش‌های جدید در زیرگروه‌ها یا اثر بنیان‌گذار (کاهش تنوع ژنتیک در اثر ایجاد یک جمعیت جدید از تعداد بسیار اندکی از افراد) به وجود آیند. تغییرهای ژنتیک به وجود آمده در زیرگروه‌ها، ناهمگونی بین ماده ژنتیکی دو زیرگروه را افزایش می‌دهد و به همین دلیل جریان ژن بین گروه‌ها کم می‌شود. هنگامی که جهش‌های شناخته‌شده‌ای که نمایشگر خصوصیات هر زیرگروه هستند، به حالت تثبیت‌شده‌ای برسند، جریان ژن به صورت عملی متوقف خواهد گردید. باید در نظر داشت که حتی تعداد اندکی جهش نیز می‌تواند به ایجاد گونه‌های تازه بینجامد و برای چنین تغییری، حتی بروز دو جهش نیز می‌تواند کافی باشد. تصور کنید که یک جهش که اثری مثبت یا خنثی روی اعضای یک گروه دارد رخ دهد و جهش مثبت یا خنثی دیگری نیز درون اعضای دیگر گروه رخ دهد. حال تصور کنید که این جهش‌ها که به خودی خود سودمند یا بی‌اثرند، در صورت حضور هم‌زمان در یک جاندار زیان‌آور یا کشنده باشند. این مشکل مانعی برای زادوولد بین دو گروه خواهد بود. اگر ژن‌های نام‌برده در این دو گروه حالت پایداری پیدا کنند، دو گروه جمعیتی که از نظر تولیدمثلی جدا هستند تشکیل خواهند گردید. بر پایهٔ تعریف زیست‌شناختی گونه‌ها، این دو گروه، دو گونه جداگانه را تشکیل خواهند داد.

## پیشرفت‌های تاریخی

### نظریه‌های مربوط به دوران پیش از داروین
چندین فیلسوف باستانی اعتقاد داشته‌اند که طبیعت، جانداران بسیار متنوعی را به شکلی تصادفی ایجاد می‌کند و تنها آن جاندارانی که توان زادوولد موفقی داشته باشند، توان ادامه بقا خواهند داشت. از نمونه‌های این فیلسوفان می‌توان امپدوکلس و جانشینش لوکرتیوس را نام برد. پس از مدتی، ارسطو این نظریه‌ها را بهبود بخشید. پس از مدتی، جاحظ تنازع برای بقا را توضیح داد. او ذکر کرد که عوامل پیرامونی، محرک ایجاد صفاتی در جانوران می‌شوند که نگهبان حیات آنهاست. ابوریحان بیرونی به توضیح انتخاب مصنوعی پرداخت و یادآور شد که طبیعت نیز با روندی مشابه عمل می‌کند. نصیرالدین طوسی و ابن‌خلدون نیز نظریه‌های مشابهی داشته‌اند. این نظریه‌های قدیمی در سدهٔ هجدهم توسط پی‌یر لوییز موپرتویس و سپس افرادی دیگر از جمله اراسموس داروین (پدربزرگ چارلز داروین) دوباره مورد توجه قرار گرفتند.

### سنتز نوین فرگشتی[یادداشت ۱۸]
انتخاب طبیعی وابستگی شدیدی به مفهوم توارث دارد و این در حالی است که انتخاب طبیعی برای نخستین بار، مدت‌ها پیش از درک مبانی اولیه ژنتیک مطرح شد. گرچه راهب اتریشی گریگور مندل، که او را پدر ژنتیک مدرن می‌دانند، هم‌عصر داروین بود، کارهایش همچنان تا آغاز سدهٔ بیستم ناشناخته باقی ماندند. انتخاب طبیعی تنها پس از تلفیق نظریه فرگشت داروین و درک پیچیده آماری قوانین وراثت مندل، از سوی اکثر دانشمندان مورد پذیرش قرار گرفت. کارهای رانلد فیشر (وی زبان ریاضی مورد نیاز برای فرضیه ژنتیکی انتخاب طبیعی را تکمیل کرد) جی‌بی‌اس هالدین (وی مفهوم «هزینه» را در انتخاب طبیعی به کار برد و توضیح داد) سؤال رایت (وی در زمینه روشن ساختن مفهوم انتخاب و سازگاری فعالیت داشت) تیودوسیوس دابزانسکی (وی جهش را به عنوان ایجادکننده تنوع ژنتیکی، عامل ایجادکننده ماده خام مورد نیاز برای انتخاب طبیعی معرفی کرد) ویلیام دانلد همیلتون (وی مفهوم انتخاب قومی را توضیح داد) ارنست میر (وی نقش مهم جدایی تولیدمثلی را در تولید گونه‌های جدید مطرح کرد) و بسیاری از دانشمندان دیگر، باعث به وجود آمدن سنتز نوین فرگشتی شد. این سنتز تا به امروز به نقش کلیدی انتخاب طبیعی در نظریه فرگشت تأکید می‌کند.

## توجیه ژنتیکی فرگشت
امروزه با پیشرفت علم ژنتیک و بیوتکنولوژی، قابلیت مقایسه بین DNA افراد و جانداران از طریق نشانگرهای مولکولی فراهم شده است. از این قابلیت برای شناسایی قرابت جانداران با یکدیگر همچنین در جرم‌شناسی و تشخیص والد و فرزند در مسائل قضایی و حقوقی استفاده می‌شود؛ تست دی‌ان‌ای نشان داده است که تفاوت بین دی‌ان‌ای انسان و شامپانزه در حدود یک درصد است و این خود مهر تأییدی بر فرگشت می‌باشد.

## سازوکار

### تنوع ارثی، تولیدمثل متمایز
احتمال رخداد تنوع طبیعی در بین افراد هر جمعیت وجود دارد. برخی از اختلاف‌ها ممکن است شانس فرد را برای زنده‌ماندن و تولیدمثل بهبود ببخشد، به طوری که میزان باروری در طول عمر افزایش یابد، به این معنی که صاحب فرزندان بیشتری می‌شود.

### برازش یا توانایی زیستی
مفهوم سازواری یا توانایی زیستی برای انتخاب طبیعی اساسی است. به‌طور کلی، افرادی که «سازگارتر» هستند، از پتانسیل بهتری برای بقا برخوردار هستند، همان‌طور که در عبارت مشهور «بقای اصلح» وجود دارد، اما معنای دقیق این اصطلاح بسیار ظریف‌تر است. نظریه فرگشتی نوین، سازواری یا توانایی زیستی را با توجه به نَه مدت زمانی که جاندار زندگی می‌کند، بلکه با توجه به میزان موفقیتش در تولیدمثل توضیح می‌دهد.

### رقابت
در زیست‌شناسی، رقابت برهمکنش بین جاندارانی است که در تطابق یکی به‌خاطر وجود دیگری کاهش می‌یابد. دلیل این امر می‌تواند این باشد که هر دو به یک منبع مانند غذا، آب، زیستگاه محدود هستند.

## طبقه‌بندی
انتخاب طبیعی می‌تواند بر روی هر یک از ویژگی‌های ارثی فنوتیپی عمل کند و فشار انتخابی می‌تواند توسط هر جنبه‌ای از محیط، از جمله انتخاب جنسی و رقابت با اعضای یک یا دیگر گونه‌ها ایجاد شود. با این حال، این بدان معنا نیست که انتخاب طبیعی همیشه جهت‌دار است و سبب فرگشت تطبیقی می‌شود. انتخاب طبیعی معمولاً با از بین بردن ناسازگارترها با وضعیت موجود، شرایط را حفظ می‌کند.

### با تأثیرگذاری روی خصوصیت
انتخاب طبیعی تأثیرهای مختلفی روی خصوصیات دارد. انتخاب ثباتی در راستای ثابت نگه داشتن حالت مطلوب عمل می‌کند و در ساده‌ترین حالت، همهٔ انحراف‌ها از حالت مطلوب، انتخاب نامطلوب به‌شمار می‌روند.

### با تأثیرگذاری روی تنوع ژنتیکی
از سوی دیگر، انتخاب با توجه به تأثیر آن بر تنوع ژنتیکی قابل تقسیم است. تصفیه یا انتخاب منفی برای از بین بردن تغییرهای ژنتیکی از جمعیت عمل می‌کند (و با جهش دوباره که تغییرهای جدید را معرفی می‌کند، مخالف است).

### با مرحله چرخه زندگی
گزینه دیگر برای طبقه‌بندی انتخاب، این است که در چه مرحله‌ای از چرخه زندگی رخ می‌دهد. برخی از زیست‌شناسان تنها دو نمونه را شناسایی کرده‌اند که یکی از آنها، انتخاب با توجه به زیست‌پذیری (بقا) می‌باشد. این انتخاب به این معنی است که احتمال بقای یک جاندار با توجه به زیست‌پذیری، باروری (میزان عمر و تولیدمثل) آن افزایش یابد که در جهت افزایش تولیدمثل و بقا عمل می‌کند.

### با واحد انتخاب
انتخاب، همچنین می‌تواند با میزان یا واحد انتخاب طبقه‌بندی شود. انتخاب فردی، روی تک فرد عمل کرده و سازگاری‌ها در راستای سود فرد می‌باشد و این نتیجه از طریق انتخاب تک‌نفره قابل دستیابی می‌باشد.

### با منبعی که بر سر آن رقابت وجود دارد
در آخر، انتخاب می‌تواند توسط منبعی باشد که برای به‌دست آوردن آن رقابت وجود داشته باشد. انتخاب جنسی در نتیجه رقابت در پیدا کردن جفت صورت می‌گیرد. انتخاب جنسی غالباً توسط انتخاب باروری و گاهی با انتخاب زیست‌پذیری صورت می‌گیرد. انتخاب بر اساس بوم‌شناسی نیز نمونه‌ای از انتخابی طبیعی است که معنی متفاوتی با انتخاب جنسی دارد. مانند انتخاب قبیله، رقابت و نوزادکشی.